# Pic d'Anjeau
Le pic d’Anjeau est une montagne calcaire particulièrement abrupte, située à la limite des départements de l'Hérault et du Gard, dominant les villages de Saint-Laurent-le-Minier et de Gorniès. Il culmine à 864 mètres d'altitude. La profonde vallée de la Vis le sépare du massif de la Séranne. Il constitue, avec les rochers de la Tude, surplombant Montdardier, l'extrémité sud-est du causse de Blandas.
À mi-pente du sentier permettant d'accéder au sommet par l'est se trouvent les ruines de la chapelle Saint-Michel, et à environ un kilomètre au sud-est la grotte d'Anjeau accessible sans équipements spéciaux.